# 马克·米利根
馬克·丹尼爾·米利根（英語：Mark Daniel Milligan，1985年8月4日—），澳大利亚职业足球运动员，能够出任右后卫、中后卫或者后腰。現效力於澳洲職業足球聯賽球隊麥克阿瑟。

## 职业生涯
米利根是澳大利亚国奥队参加2008年北京奥运会的队长，而此时他也与效力的悉尼队合约期满，赴欧洲包括阿森纳、云达不莱梅等球队试训，但是最终由于工作许可和签证等原因未能签约。返回澳大利亚后，他与纽卡斯尔联喷气机签约，而且成为俱乐部唯一不受联赛工资限制的明星球员（Marquee player）。
2009年1月，纽卡斯尔官方宣布已经与中国足球超级联赛上海申花达成米利根的转会协议，具体转会费未透露但是被俱乐部总裁形容为“无法拒绝”。米利根是中国足球引进的外援中极少数以永久转会形式加盟的，他与申花签订了“3+2”最长可达五年的合同，转会费及合同总额达到300万美元。
2009年12月，澳大利亚媒体报导称米利根已经转会至刚在2009年日本职业足球联赛降级的千叶市原。中国媒体对转会费的报道有80万美金及120万美金的不同说法，但是这都创造了中国足球俱乐部通过出售外援盈利的先例，改变了过去外援只签一年合同成为“消耗品”的情况。

## 特点
米利根有大力掷界外球的能力，在中超第一场亮相就连续两次通过界外球帮助本队进球，此后也屡屡有助攻表现。

## 榮譽

### 球會
悉尼FC
- 澳洲甲組足球聯賽總冠軍：2005-2006
- 大洋洲聯賽冠軍盃冠軍：2004-2005

### 國際賽
澳洲隊
- 亞足聯亞洲盃 冠軍：2015年

## 外部連結
- FFA - Olyroo profile